# Angeac-Champagne
Angeac-Champagne är en kommun i departementet Charente i regionen Nouvelle-Aquitaine i västra Frankrike. Kommunen ligger  i kantonen Segonzac som ligger i arrondissementet Cognac. År 2022 hade Angeac-Champagne 496 invånare.

## Befolkningsutveckling
Antalet invånare i kommunen Angeac-Champagne
Referens:INSEE